# Dubaï Autodrome
Le Dubaï Autodrome (en arabe : دبي أوتودروم) est un circuit automobile situé à Dubaï, dans les Émirats arabes unis et inauguré en octobre 2004 avec la course finale du championnat de Formule Renault V6. Fin 2005, le circuit a reçu l'A1 Grand Prix lors de sa saison inaugurale, et le championnat FIA GT (entre 2004 et 2006).
L'autodrome organise chaque année au mois de janvier les 24 Heures de Dubaï. Le plus long circuit du Dubaï Autodrome mesure 5 390 mètres, et le record du tour a été réalise par le pilote japonais Kamui Kobayashi lors des GP2 Asia Series, avec un temps de 1 min 41 s 220. Il y a également trois autres parcelles, mesurant 4 290 mètres, 3 560 mètres et 2 460 mètres.
Le circuit a été nommé pour accueillir la première session des essais hivernaux de Formule 1 de la saison 2014 à côté du Circuit Yas Marina et du Circuit international de Sakhir.

## Galerie des tracés différents de la piste

Tracé Grand Prix (24H)
Tracé d'entraînement
Tracé courses nationales motos
Tracé courses nationales
Tracé d'entraînement
Tracé d'entraînement